# The Hills Beyond
The Hills Beyond es un libro de relatos del novelista estadounidense Thomas Clayton Wolfe (1900-1938), editado en 1941. La obra contiene 11 relatos, habiendo sido ya algunos publicados en vida del autor.

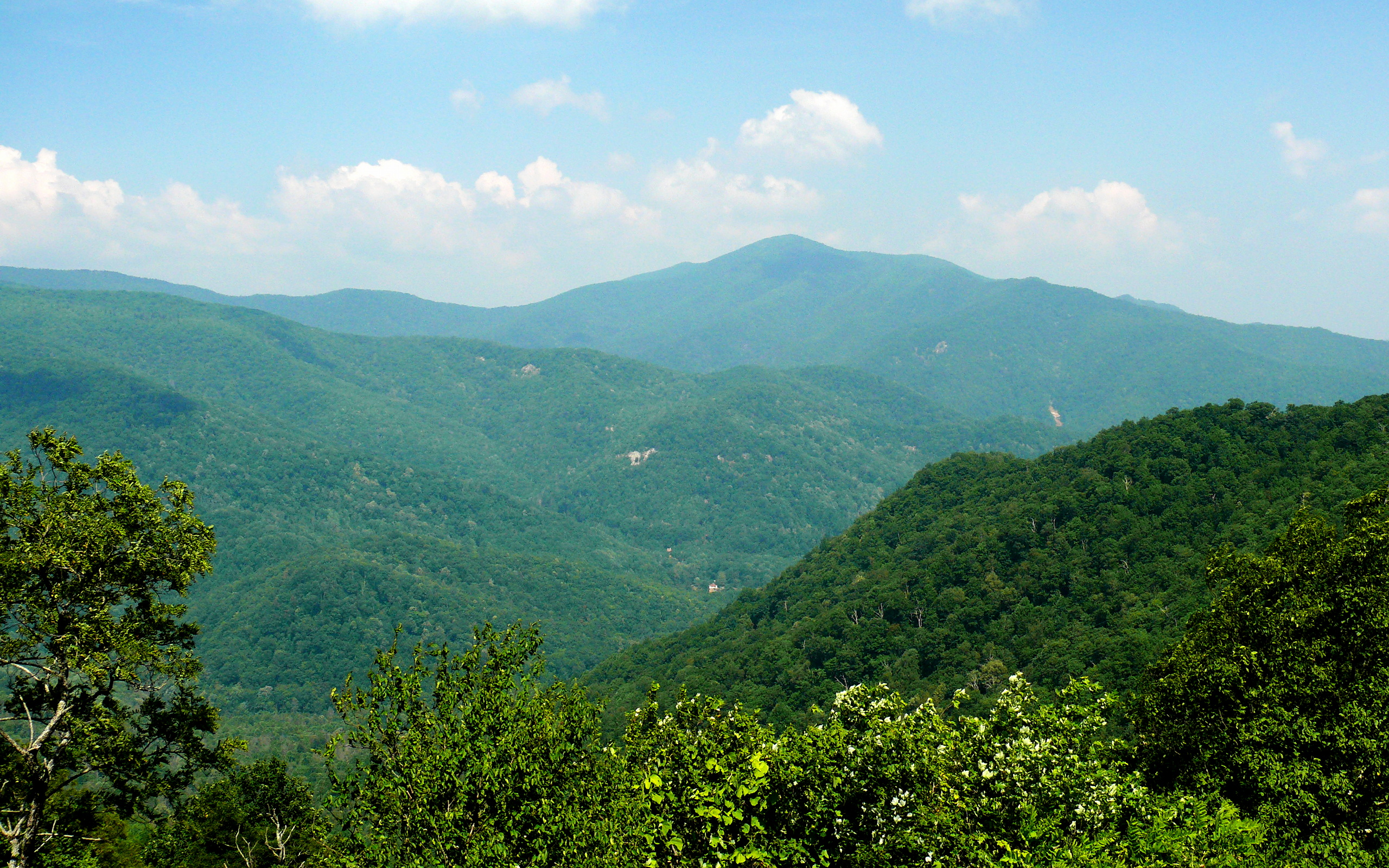
Montañas en Carolina del Norte

## Historia de la edición
Cuando tras el fallecimiento de Thomas Wolfe, Edwward C. Aswell, su editor, amigo y albacea, se hizo cargo de las cajas en las que el escritor había guardado cuanto había escrito, encontró en ellas escritos no publicados con un contenido de más de un millón de palabras. Entre los textos que contenían las cajas se encontraban los primeros capítulos de la obra que Wolfe estaba escribiendo últimamente y a la que había dado el título "The Hills Beyond". El editor decidió publicar estas pocas páginas como si se tratase de un relato y para acompañarlo, editó el libro con ese título en el que incluyó otros diez relatos, entre los cuales se encontraban algunos ya publicados en vida del autor.

## Los relatos
- The Lost Boy

Escrito en 1937 y publicado ese mismo año en una revista. Thomas Wolfe tenía un hermano, Grover, ocho años mayor que él. Con motivo de la Exposición Universal de San Luis en 1904, la madre del autor se trasladó con sus hijos a esta ciudad, alquiló una casa y la convirtió en hospedería para los vecinos de Asheville que venían a la Exposición. Grover enfermó allí de tifus, falleciendo. Estos hechos familiares en San Luis los relató el autor en su obra Look Homeward, Angel atribuyéndolos a la familia Gant, padres del protagonista. Wolfe apenas recordaba a Grover, pero había oído hablar tanto de él a su familia como a vecinos de Asheville que le dedicó este relato. Tenía su hermano un carácter excepcional, destacaba por su disposición a realizar cuanto encargo se le encomendaba, era muy juicioso y capaz de dialogar inteligentemente con personas de edad, pero sin dejar nunca de ser un niño. El relato se compone de cuatro partes: una anécdota del niño que el padre contó al autor, los recuerdos de la madre, de una hermana y del propio autor.
Tema:
1. Grover ha realizado unos recados para el farmacéutico y recibido por ello una propina. Gasta parte de ella comprando chocolate en una confitería, siendo engañado por el vendedor al darle el cambio. El niño comprueba el error y trata de convencer sin éxito al vendedor, destacando la cortesía y la determinación de los argumentos que expone el niño que queda inmensamente defraudado por la injusticia que ha sufrido.
2. La madre habla del excepcional sentido común que tenía Grover, de que podía siempre confiar en él. Así, lo mandaba a hacer la compra diaria para la casa de huéspedes que ella regentaba y el niño cumplía perfectamente con lo encomendado. Cuenta que una ocasión le encargó comprar unos tomates y Grover volvió trayendo con la ayuda de un amigo un gran cesto de esta mercancía. Al verlo, ella le dijo que había cometido una insensatez puesto que no podían consumir en casa tantos tomates antes de que se estropeasen. Grover le contó que al vendedor solo le quedaba un cesto para vender, tenía prisa por volver a su casa y él le había convencido para que le diese todo el cesto por el precio de un par de kilos. Le dijo a su madre que tomase del cesto los que ella necesitaba y seguidamente marchó a vender el abundante resto entre los vecinos de la calle, dando el dinero recaudado a su madre.
3. La hermana, dos años mayor que Grover, recuerda que a pesar de la diferencia de edad, Grover tenía mucho más sentido de responsabilidad que ella, que no fue su madre, sino Grover el que la educó. Cuenta cómo Grover en San Luis trabajaba en una taberna haciendo cuantos trabajos a un niño se le puede pedir que haga y que un día, tras haber cobrado por sus servicios, la llevó a la feria, le pagó la entrada para muchos espectáculos y juegos para niños y finalmente la invitó a cenar en un restaurante de comida rápida. Ella jamás había comido antes en un lugar semejante. Al volver a casa Grover comenzó a sentirse mal, el médico que fue llamado dijo que había enfermado de tifus, falleciendo pocos días después.
4. El autor, aquí como Benjamin Gant, protagonista de "Look Homeward, Angel", basándose en lo que sobre su hermano le han contado y del que él apenas nada recuerda, va a San Luis, busca y encuentra la casa que ocupó su familia durante la exposición y en la que murió Grover, "el niño perdido".
- No Cure for It

Inédito, escrito hacia 1929. Thomas Wolfe medía 1,98 metros y a Benjamin Gant, protagonista de varias de sus obras, también le asignó esta medida, haciendo ver en él los problemas que el tener tal altura, cuando la media en Estados Unidos era de 1,72 metros, a veces le producía. Es muy probablemente un capítulo escrito para "Look Homeward, Angel", pero que el autor decidió finalmente no incluir.
Tema:
Cuando Benjamin Gant aún no llega a tener ocho años, tiene ya las extremidades tan desarrolladas que su madre cree que el niño está creciendo deforme a causa de alguna extraña enfermedad, por lo que llama al médico. Este examina al niño, comprueba que su salud es perfecta, aunque también queda asombrado por cómo está creciendo y hace conjeturas sobre la altura que llegará a tener cuando finalice su crecimiento. Hay mucho humor en lo que cuentan los padres y el médico durante el examen así como lo que el niño piensa mientras oye lo que sobre él se está diciendo.
- Gentlemen of the Press

Inédito. Wolfe afirmaba que el ciudadano de Estados Unidos era un noctámbulo, mucho más eficiente de noche que de día. Abundando sobre esta idea, tenía en mente crear un libro sobre la vida nocturna en su país, pero se limitó a escribir trece episodios, los cuales no llegaron a publicarse, siendo incluido este en esta edición.
Tema:
Describe con humor las ajetreadas horas de trabajo nocturno en la redacción del periódico de una pequeña localidad.
- A Kinsman of His Blood

Inédito, escrito en 1934 o 1935. Wolfe tenía un tío, hermano de su madre, con un carácter poco grato. Su persona y su familia los hizo aparecer en "Of Time and the River" con otros nombres y perfilando los hechos basados en los de personas ajenas a la familia materna. Es muy probablemente un capítulo escrito para esa obra, pero que el autor decidió finalmente no incluir.
Tema:
El tío Bascom de Benjamin Gant es un hombre con muy mal carácter, todos sus hijos se han ido marchando de casa sin volver a ella, excepto uno de ellos que llega a visitar a sus padres en ocasiones, que es cuando Benjamin lo llega a tratar. Es un hombre de casi 40 años, desequilibrado mentalmente, dominado por fantasías, que se va degenerando. Benjamin lo encuentra por última vez una noche en un barrio de Boston, convertido en un vagabundo asustado, que rechaza su ayuda, negando ser su primo.
- Chickamauga

Escrito en 1937. La revista Saturday Evening Post, que ya había publicado muy bien remunerado un relato de Wolfe, rechazó este al igual que lo hicieron otras revistas importantes. Todas ellas aducían que el tema de la Guerra de Secesión ya no interesaba. Lo publicó finalmente la revista Yale Reviev, recibiendo sólo 125 dólares de honorarios, cifra muy inferior a la que percibía normalmente. Con el dinero recibido se compró un abrigo que necesitaba con urgencia y al que llamaba su "abrigo Yale Review".
Wolfe llegó a conocer a un tío abuelo de su madre que había participado en la Guerra de Secesión en el bando confederado. El hombre tenía 95 años, pero la mentalidad muy despierta y excelente memoria. Contó a Wolfe sus andanzas en la mencionada guerra y con especial detalle su participación en la batalla de Chickamauga. Conservando prácticamente la verborrea del veterano, Wolfe escribió este relato empleando la primera persona.
Tema:
El veterano se encontraba formando parte de la derecha de su bando en Chickamauga en el denso bosque de grandes cedros que flanqueaba ambas orillas del riachuelo y que quedó totalmente destrozado por los disparos mientras los contrincantes ganaban una y otra vez la orilla opuesta, volviéndola a perder durante los dos días que duró la batalla.
- The Return of the Prodigal

Inédito. Se compone de dos partes, "The Thing Imagined" escrita en 1934 y "The Real Thing" en 1937. Muestra el contraste sobre un tema dejando para uno plena libertad a la fantasía, basando el otro en hechos reales. Tras el éxito de su primera obra "Look Homeward, Angel", Wolfe no volvió durante unos años a Asheville, ya que varios de sus habitantes se habían reconocido como personajes de la obra y se habían ofendido. Pero la obra tomó tanta fama que los que se creían retratados terminaron por considerar que eran personas importantes y se enorgullecían de ello. Fue entonces cuando Wolfe volvió a su lugar de nacimiento.
Tema:
En "The Thing Imagined" cuenta de un hombre que llega de noche a una localidad, nadie le conoce, busca determinada casa donde alquilan habitaciones, la encuentra, llama, una mujer de edad le abre y él pide una habitación para dormir una noche, la mujer desconfía de él, pero acaba cediendo. El hombre se acuesta y no puede dormirse, ya que la casa era su casa, la mujer era su madre que no le ha reconocido y la habitación es la que ocupaba él cuando allí vivía. Sus sentimientos le hunden en la soledad y el olvido en el que vive y acaba diciéndose: "No hay camino para volver a casa". Esta frase llegará a emplearla como título de su obra "You can't go home again"
En "The Real Thing" cuenta, basándose en los recuerdos de su propia vuelta a casa, como Benjamín Gant vuelve a Altamont, su lugar de nacimiento y donde vivió hasta que marchó a estudiar y a escribir, pero antes hace alto en la aldea de la que procede la familia de su madre, situada en las montañas. Encuentra una población moralmente degenerada, casi todos son primos más o menos lejanos, pero viven muy enfrentados y llega a ser testigo de cómo uno de los habitantes asesina en plena calle a otro hombre con el que ha tenido una simple rencilla. Wolfe vuelve aquí una vez más a tocar el tema, sobre el que en varias de sus obras habla, de la facilidad con la que en Estados Unidos se asesina y el poco efecto que hace este hecho en los ciudadanos. En una ocasión dice que un asesinato cometido en una pequeña localidad llama mucho menos la atención a los habitantes que cuando a un ciudadano considerado hasta entonces como muy honorable, un día se le ve borracho en la calle.
Cuando Benjamin llega a su lugar de nacimiento, se sorprende por el entusiasmo con el que es recibido por los habitantes del lugar y en casa no cesan las llamadas telefónicas de personas que desde todo el condado, incluso desde Estados vecinos, desean ser recibidos por él.
- On Leprechauns

Inédito. Escrito hacia 1931 o 1932. Es un ensayo en el que ya aparece George Webber, el protagonista de "The Web and the Rock" editado en 1939.
Tema:
El escritor George Webber contesta a alguien que ha criticado su estilo. Acepta que ello puede ser verdad, pero pasa inopinadamente a hablar de los emigrantes irlandeses, comparar el ingenio de los ingleses con el de los escoceses, a citar costumbres de los Estados Unidos, del joven americano que comienza a mostrar que tiene buenas dotes y que cuando se da a conocer, recibe un certero puñetazo en la mandíbula y una patada en el fondo de los pantalones que lo lanza a la calle, ya que la alta y culta Sociedad americana considera que es el único modo de que el joven americano, sea un trabajador manual, sea un intelectual, salga adelante. Que este trato que se le da será la ayuda que necesita para que llegue a desarrollar plenamente sus facultades, formando esta simpleza parte del llamado "Sueño americano".
- Portrait of a Literary Critic

Inédito, desconociéndose la fecha de su redacción, pero pertenece al ciclo del protagonista Gerge Webber, a la parte en la que este analiza las desilusiones que produce la fama.
Tema:
Habla de un influyente crítico de literatura, creador y dueño de una revista dedicada a la literatura y al arte, que no encuentra calidad en los escritos de Webber. Hace historia de este personaje, de sus cambios de criterios según van siendo cada vez más aceptadas por los lectores las obras de los escritores por él en un principio tan negativamente criticados, comparando lo que en su día dijo y lo que hoy expresa sobre ellos, citando como ejemplos el trato tan diferente que ha ido dando con el tiempo a los escritos de James Joyce y William Faulkner.
- The Lion at Morning

Inédito, escrito hacia 1936. Magnífica descripción del carácter de una persona. Wolfe opinaba que como mejor se podía conocer a una persona era observándola cuando se levanta y hace los preparativos para realizar su trabajo diario.
Tema:
Un acaudalado banquero de Nueva York de 74 años se despierta muy animado una espléndida mañana de mayo. Decide no someterse más a la exigencia de su mujer que le obliga a vestir severamente de negro cuando va a trabajar por lo que hoy elige un traje gris claro y una alegre corbata. Y al desayunar rechaza la dieta impuesta por su médico y se hace servir un suculento desayuno compuesto por todo lo que tiene prohibido comer. Luego marcha andando, muy alegre y satisfecho, a su banco.
- God´s Lonely Man

Inédito. El autor dejó escritas varias versiones de este tema, posiblemente la primera ya lo fue en 1930 con el título "La soledad a los veintitrés". Con el paso del tiempo Wolfe llegó a entender que no solo durante la juventud padece soledad el hombre. El escrito realizado en primera persona es un ensayo autobiográfico, versando básicamente sobre su profunda religiosidad y la soledad en la que vivió toda su vida. El ensayo puede ser considerado como palabras de un convincente predicador.
Tema:
Confiesa que su vida ha sido un continuo deambular lo que ha tenido como consecuencia que ha vivido en soledad. Considera que no hay nada que relate tan trágica como bellamente la soledad como el Libro de Job y el del predicador Salomón. Tiene entre sus lecturas más importantes el Antiguo y el Nuevo Testamento. De Jesucristo cree que el sentido de sus enseñanzas es el de destruir la soledad del ser humano viviendo una vida de amor.
- The Hills Beyond

Inédito, comenzado a escribir en 1936. Wolfe había escrito un capítulo de los ascendientes paternos de Benjamin Gant para "Look Homeward, Angel", pero fue suprimido en la edición. El autor comenzó después a trabajar en una obra sobre los ascendientes maternos de ese personaje, pero no la concluyó, aunque en varias ocasiones la llegó a retomar. También tenía intención de escribir sobre sus propios ascendientes, pero tampoco pudo realizarlo. Al terminar "The Web and the Rock" en 1939, pero aún no publicada, comenzó a trabajar en "The Hills Beyond", dedicada a relatar la vida de los ascendientes de George Webber, el protagonista de "The Web and the Rock" y sobre el que tenía ya también escrita, pero tampoco publicada la obra "You can't go home again".
El estilo de "The Hills Beyond" es muy diferente al hasta entonces característico de Wolfe, ahora es muy objetivo, breve y conciso, exento de la fuerza lírica que caracteriza sus obras anteriores. Sus capítulos tienen principio y fin, pudiendo ser considerado cada uno de ellos como un relato independiente. Uno de estos capítulos había sido ya publicado como relato en una revista en el año 1936. En esta edición se encuentran diez capítulos.
Tema:
William Joyner es un trampero y leñador que vive tras la independencia de Estados Unidos en un pueblecito en las montañas del Condado de Catawba de Carolina del Norte. Se casa, tiene cuatro hijos, enviuda, vuelve a casarse y tiene otros 16 o 18 hijos, ni él mismo llegó a saber cuántos fueron. La aldea, que vive de la explotación de la madera y de la pizarra, va perdiendo vida, por lo que se marcha con los hijos de su primera mujer a Lybia Hill, un pequeño pueblo que se está creando en el valle. Es hombre muy trabajador, de gran fuerza física, y consigue pronto hacerse con extensas tierras y crear un almacén de ventas generales. No tiene cultura, pero sí visión de futuro y manda a tres de sus hijos a estudiar. Uno de ellos será juez de distrito y otro se dedicará a la política, llegando a ser gobernador y a ocupar puesto en el Senado.
En el año 1881 llega a Lybia Hill, pueblo que florece rápidamente y en cuya construcción se ha empleado exclusivamente la madera, un hombre de unos 35 años. Se llama John Webber y procede de Pensilvania, es un trabajador experimentado en la construcción con ladrillos. Es hombre sin cultura, pero tiene muy buenos modales, modesto, cumplidor, juicioso y cree que la localidad tiene un gran porvenir. Estas cualidades hacen que el juez y el senador de la familia Joyner le tengan en gran estima. Aunque en el relato no se cuenta, por la obra "The Web and the Rock" se sabe que John Webber se casará con una nieta de William Joyner y serán los padres de George Webber.